# Hanna Pakarinen

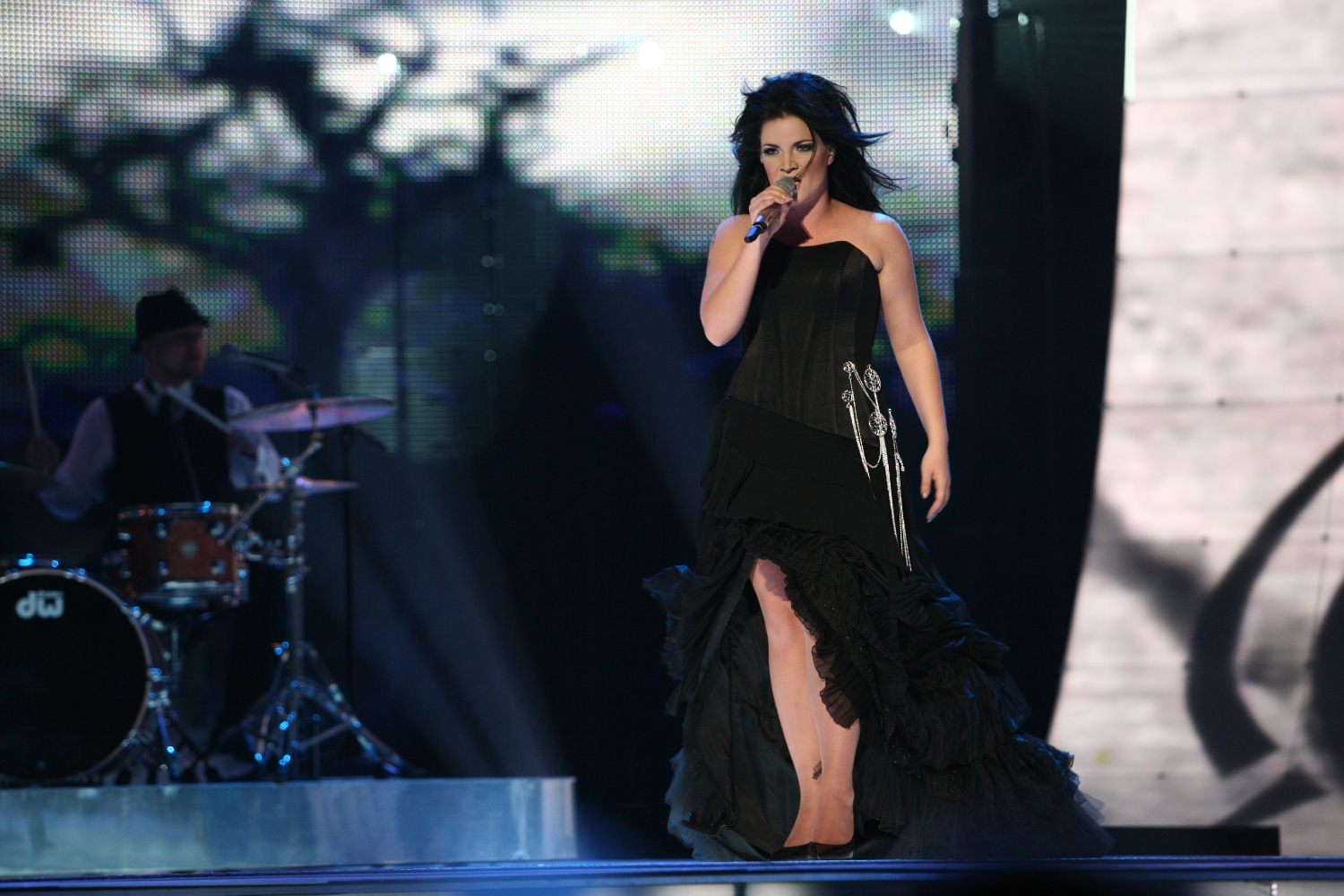
Hanna Pakarinen op het Eurovisiesongfestival 2007

Hanna Helena Pakarinen (Lappeenranta, 17 april 1981) is een Finse popzangeres.
Voordat ze haar muzikale carrière begon, was Pakarinen werkzaam als heftruckchauffeur. In 2004 won ze de eerste Finse editie van de talentenjacht Idols. Drie jaar later, in 2007, won ze eveneens de show Euroviisut, destijds de Finse voorronde voor het Eurovisiesongfestival. Met het nummer Leave Me Alone mocht ze hierdoor Finland vertegenwoordigen op het Eurovisiesongfestival 2007. Vanwege de Finse overwinning in 2006 vond de show plaats in de eigen hoofdstad Helsinki. Pakarinen eindigde op de 17de plaats.

## Discografie
- When I Become Me (2004)
- Stronger (2005)
- Lovers (2007)
- Love in a Million Shades (2009)
- Paperimiehen tytär (2010)
- Olipa kerran elämä (2013)
- Synnyin, elän, kuolen (2016)

- Gemeinsame Normdatei: 13548233X
- International Standard Name Identifier: 0000 0000 5617 3788
- MusicBrainz: a9b309fe-7ddf-4754-8821-b73593b05726
- Virtual International Authority File: 80213276
- WorldCat: E39PBJhRJ7WDKXvvtW7WmvKfMP

1961: Laila Kinnunen · 
1962: Marion Rung · 
1963: Laila Halme · 
1964: Lasse Mårtenson · 
1965: Viktor Klimenko · 
1966: Ann-Christine Nyström · 
1967: Fredi · 
1968: Kristina Hautala · 
1969: Jarkko & Laura · 
1971: Markku Aro & Koivistolaiset · 
1972: Päivi Paunu & Kim Floor · 
1973: Marion Rung · 
1974: Carita · 
1975: Pihasoittajat · 
1976: Fredi & The Friends · 
1977: Monica Aspelund · 
1978: Seija Simola · 
1979: Katri Helena · 
1980: Vesa-Matti Loiri · 
1981: Riki Sorsa · 
1982: Kojo · 
1983: Ami Aspelund · 
1984: Kirka · 
1985: Sonja Lumme · 
1986: Kari Kuivalainen · 
1987: Vicky Rosti & Boulevard · 
1988: Boulevard · 
1989: Anneli Saaristo · 
1990: Beat · 
1991: Kaija · 
1992: Pave · 
1993: Katri Helena · 
1994: CatCat · 
1996: Jasmine · 
1998: Edea · 
2000: Nina Åström · 
2002: Laura · 
2004: Jari Sillanpää · 
2005: Geir Rönning · 
2006: Lordi · 
2007: Hanna Pakarinen · 
2008: Teräsbetoni · 
2009: Waldo's People · 
2010: Kuunkuiskaajat · 
2011: Paradise Oskar · 
2012: Pernilla Karlsson · 
2013: Krista Siegfrids · 
2014: Softengine · 
2015: Pertti Kurikan Nimipäivät · 
2016: Sandhja · 
2017: Norma John · 
2018: Saara Aalto · 
2019: Darude feat. Sebastian Rejman · 
2021: Blind Channel · 
2022: The Rasmus · 
2023: Käärijä · 
2024: Windows95Man ·
2025: Erika Vikman